# Simon Viain
Simon Viain, né le 21 décembre 1993, est un triathlète français.

## Biographie
Simon Viain remporte dans la catégorie junior, la médaille d'argent lors des championnats du monde de triathlon 2012 à Auckland.
Il est médaillé d'or en relais mixte aux championnats d'Europe de triathlon 2015 à Genève puis médaillé d'argent en relais mixte aux championnats d'Europe de triathlon 2017 à Kitzbühel.

## Palmarès
Le tableau présente les résultats les plus significatifs (podium) obtenus sur le circuit national et international de triathlon depuis 2013,,.
| Année | Compétition                                     | Pays     | Position           | Temps           |
| ----- | ----------------------------------------------- | -------- | ------------------ | --------------- |
| 2017  | Championnats d'Europe en relais mixte           | Autriche | Médaille d'argent  | 1 h 15 min 24 s |
| 2017  | Coupe du monde - l'étape de Madrid              | Espagne  | Médaille de bronze | 1 h 53 min 16 s |
| 2016  | Coupe d'Europe - l'étape de Karlovy Vary        | Tchéquie | Médaille de bronze | 1 h 55 min 12 s |
| 2016  | Coupe du monde - l'étape sprint de Cagliari     | Italie   | Médaille de bronze | 56 min 44 s     |
| 2015  | Championnats d'Europe en relais mixte           | Suisse   | Médaille d'or      | 1 h 25 min 21 s |
| 2015  | Grand Prix de triathlon - Étape sprint d'Embrun | France   | Médaille d'or      | 1 h 3 min 54 s  |
| 2014  | Coupe d'Europe - l'étape de Holten              | Pays-Bas | Médaille de bronze | 1 h 50 min 14 s |
| 2013  | Coupe d'Europe - l'étape d'Istanbul             | Turquie  | Médaille d'argent  | 1 h 50 min 35 s |